# Апельсиновая война
Апельсиновая война, или Война апельсинов (порт. Guerra das Laranjas, фр. Guerre des Oranges, исп. Guerra de las Naranjas), также Франко-испано-португальская война и Испано-португальская война 1801 года, Померанцевая война — кратковременный (трёхнедельный) военный конфликт 1801 года между Испанией и Португалией.

## Предпосылки
В 1800 году союзные Франция и Испания в лице первого консула Наполеона Бонапарта и испанского министра Мануэля Годоя потребовали от Королевства Португалия разорвать союзные отношения с Британской империей и вступить в союз с Бонапартом, закрыв свои порты для англичан. Португалия, чьи союзные отношения с Великобританией были основаны ещё в 1373 году заключением договора между королём Англии Эдуардом III и правителями Португалии королём Фернанду I и королевой Леонорой, выдвинутые требования не приняла.
1 октября 1800 года Испания и Франция подписали Третий договор в Сан-Ильдефонсо, подтверждённый позднее договором в Аранхуэсе от 21 марта 1801 года. По последующему договору в Бадахосе 29 января Испания обязалась объявить войну Португалии, и в апреле 1801 года союзные французские войска подошли к границе с Португалией.

## Ход войны
20 мая 1801 года испанские войска (5 дивизий) под командованием генерал-капитана Мануэля Годоя вторглись на территорию Португалии, где заняли пограничные города Оливенса и Элваш. В дальнейшем были оккупированы провинции Алентежу и Алгарве.
Считается, что испанские солдаты приветствовали Годоя апельсиновыми ветвями, от чего война и получила такое название. Либо же уверенный в успехе Годой отослал испанской королеве Марии-Луизе, чьим фаворитом он являлся, корзину с апельсинами, обещав, что следующую уже вышлет из Лиссабона. Также есть мнение, что перед сражением произошла встреча командующих враждующих сторон, на которой было решено, что Португалии нет смысла воевать за Великобританию, а Испании — за Францию, и все военные действия будут направлены на бескровопролитное маневрирование (в апельсиновых плантациях).
Португальскими войсками (2 тысячи кавалерии и 16 тысяч пехоты) командовал 82-летний премьер-министр Жуан Карлуш де Браганса, 2-й герцог Лафойнш. Из-за быстротечности военных действий основные силы французов под командованием генерала Шарля Леклерка так и не приняли участия в сражениях. 6 июня 1801 года в Бадахосе был подписан мирный договор.

## Последствия
По условиям Бадахосского мира Испания получила небольшой пограничный округ Оливенса, а Португалия обязалась закрыть свои порты для британских судов и открыть их для новых союзников. Франция получила контрибуцию в 20 миллионов франков и часть Гвианы. Впоследствии в договор были внесены изменения, новый вариант был подписан 29 сентября 1801 года королём Португалии Жуаном VI в Мадриде.
После победы англичан над франко-испанскими морскими силами в Трафальгарском сражении, произошедшем 21 октября 1805 года, правительство Португалии решило восстановить отношения со своим давним союзником. Это привело к началу войны на Пиренейском полуострове, в результате чего соглашения Бадахосского и Мадридского мирных договоров были отменены.